# Antoni Woykowski
Antoni Woykowski lub Antoni Wojkowski (ur. 3 czerwca 1815 w Poznaniu, zm. 20 kwietnia 1850 tamże) – polski pisarz romantyczny, wydawca, publicysta, muzyk.

## Życiorys
Syn Ignacego, który był właścicielem winiarni oraz muzykiem i bibliofilem oraz Eleonory z domu Rutter. Od dzieciństwa był ułomny i musiał przerwać naukę w gimnazjum Marii Magdaleny w Poznaniu po śmierci ojca. Zmuszony był dokształcać się samodzielnie. Z kapitału pozostawionego przez ojca w 1838 roku w Poznaniu założył wraz z Antonim Poplińskim i Józefem Łukaszewiczem „Tygodnik Literacki”. Od listopada 1839 roku, na skutek rozłamu w redakcji sam wydawał pismo wiążąc je z ideologią Towarzystwa Demokratycznego Polskiego. Pomimo trudności docierało również do pozostałych zaborów i na emigrację. Z Woykowskim współpracowali: Karol Libelt, Jędrzej Moraczewski, Edward Dembowski, Józef Ignacy Kraszewski, Juliusz Słowacki, Gustaw Ehrenberg, Ryszard Berwiński, Seweryn Goszczyński, Teofil Lenartowicz, Roman Zmorski, słowianofil czeski z Wrocławia Jan Purkyně i inni.
Program pisma wywoływał stałe zatargi z cenzurą i ataki kół klerykalno-konserwatywnych. Żona Julia z Molińskich od 1841 roku była mu dużą pomocą w redagowaniu „Tygodnika”. Korzystając ze swoich zasobów finansowych na wydawanie pisma i honoraria, w 1844 roku stracił cały majątek. Z powodu sprzeciwu władz pruskich nie powiodła się w 1843 roku próba przeniesienia pisma do Wrocławia. W 1845 roku dzięki odziedziczeniu spadku po wuju Władysławie Rutterze, poprawiły się warunki materialne Woykowskich. Z końcem tego roku „Tygodnik Literacki” przestał wychodzić. Wspólnie z żoną i przy współudziale Ewarysta Estkowskiego od stycznia do października 1845 roku redagował „Pismo dla Nauczycieli Ludu” i „Pismo dla Ludu Polskiego”. Wydał w 1848 roku pojedynczy numer pisma politycznego „Kosynier”, który policja skonfiskowała.
W Poznaniu nabył w 1849 roku księgarnię i drukarnię z litografią po L. Szyrmerze. Drukował i wydawał (grudzień 1849 – kwiecień 1850) tygodnik polityczno-literacki „Gazeta Wielkopolska Niedzielna” oraz podręczniki, kalendarze, śpiewniki, broszury polityczne i utwory literackie. Wydawał również „Kurier Handlowy” od lutego 1850 roku. W grudniu 1849 roku w powołanym Towarzystwie Przemysłowym oraz Lidze Polskiej był jednym z założycieli i członkiem dyrekcji. Interesował się również muzyką, będąc gorącym entuzjastą i popularyzatorem Fryderyka Chopina i Stanisława Moniuszki. W leszczyńskim „Przyjacielu Ludu” zamieścił w 1836 roku artykuł, zwracając w nim uwagę na znaczenie twórczości Chopina. Był również entuzjastą Ferenca Liszta, któremu w Poznaniu w 1843 roku zorganizował koncerty. W 1839 i 1842 roku wydał własne utwory muzyczne pt. „Piosnki polskie”. Muzykę komponował do wierszy swej żony oraz poezji Adama Mickiewicza, Edmunda Wasilewskiego, Wincentego Pola, Stefana Witwickiego.
Twórca w 1838 roku czasopisma literackiego Tygodnik Literacki, a od 1845 był redaktorem Pismo dla Nauczycieli Ludu i Pismo dla Ludu Polskiego. Wydawał również pisma Gazeta Wielkopolska Niedzielna oraz Kurier Handlowy tworząc je w swojej drukarni. W swojej twórczości literackiej i kompozytorskiej czerpał z motywów ludowych.
Antoni Woykowski 20 kwietnia 1850 roku zmarł nagle w Poznaniu wskutek ataku paraliżu. Pozostawił syna Bronisława urodzonego w 1839 roku z nieślubnego związku z krewną Julią. Małżeństwo z Julią Molińską zawarte w niejasnych okolicznościach oraz poparcie dla apostaty ks. Janusza Czerskiego (w latach 1844–1846) spowodowało gwałtowne ataki kleru na jego działalność co uniemożliwiło mu zdobycie szerszej popularności w Poznańskiem.
Razem z żoną Julią Wojkowską upamiętniony ulicą na poznańskim Piątkowie.